# 库兹莫洛夫斯基
库兹莫洛夫斯基（羅馬化：Kuzʹmolovskiy）是俄罗斯列宁格勒州的市级镇，属弗谢沃洛日斯克区，地处列宁格勒州中西部，位于区行政中心弗谢沃洛日斯克西北方，在州府圣彼得堡及加特契纳东北方。
原名库兹莫洛沃（Кузьмолово），1961年改名并改设工人村（市级镇）。该地2021年人口有10,714人；2010年人口9,689；2002年人口9,725；1989年人口10,435。